# Stefan Bakinowski
Stefan Bakinowski (ur. 11 kwietnia 1916, zm. 29 kwietnia 1983 w Warszawie) – polski dziennikarz i wydawca, z wykształcenia prawnik.

## Życiorys
Ukończył studia na Wydziale Prawa Uniwersytetu im. Stefana Batorego w Wilnie, brał czynny udział w kampanii wrześniowej, spędził dwa lata w sowieckim łagrze w obwodzie peczorskim, zwolniony po pakcie Sikorski-Majski, skrajnie wycieńczony przewędrował setki kilometrów, aby zaciągnąć się do Armii Andersa. Razem z Armią Andersa dotarł na Bliski Wschód, a następnie walczył podczas bitwy o Monte Cassino. Był porucznikiem 3 Karpackiego Pułku Artylerii Lekkiej. Został odznaczony Krzyżem Walecznych.
Po 1947 związał się ze Stowarzyszeniem PAX, z którego 13 sierpnia 1955 wraz z Tadeuszem Mazowieckim, Ignacym Rutkiewiczem i in. (tzw. Fronda) został usunięty w związku z podejrzeniami o próbę rozłamu. W 1958 był jednym ze współzałożycieli miesięcznika i wydawnictwa Więź, którego dyrektorem był do przejścia na emeryturę w 1981.